# Quaderns de poesia Xibau

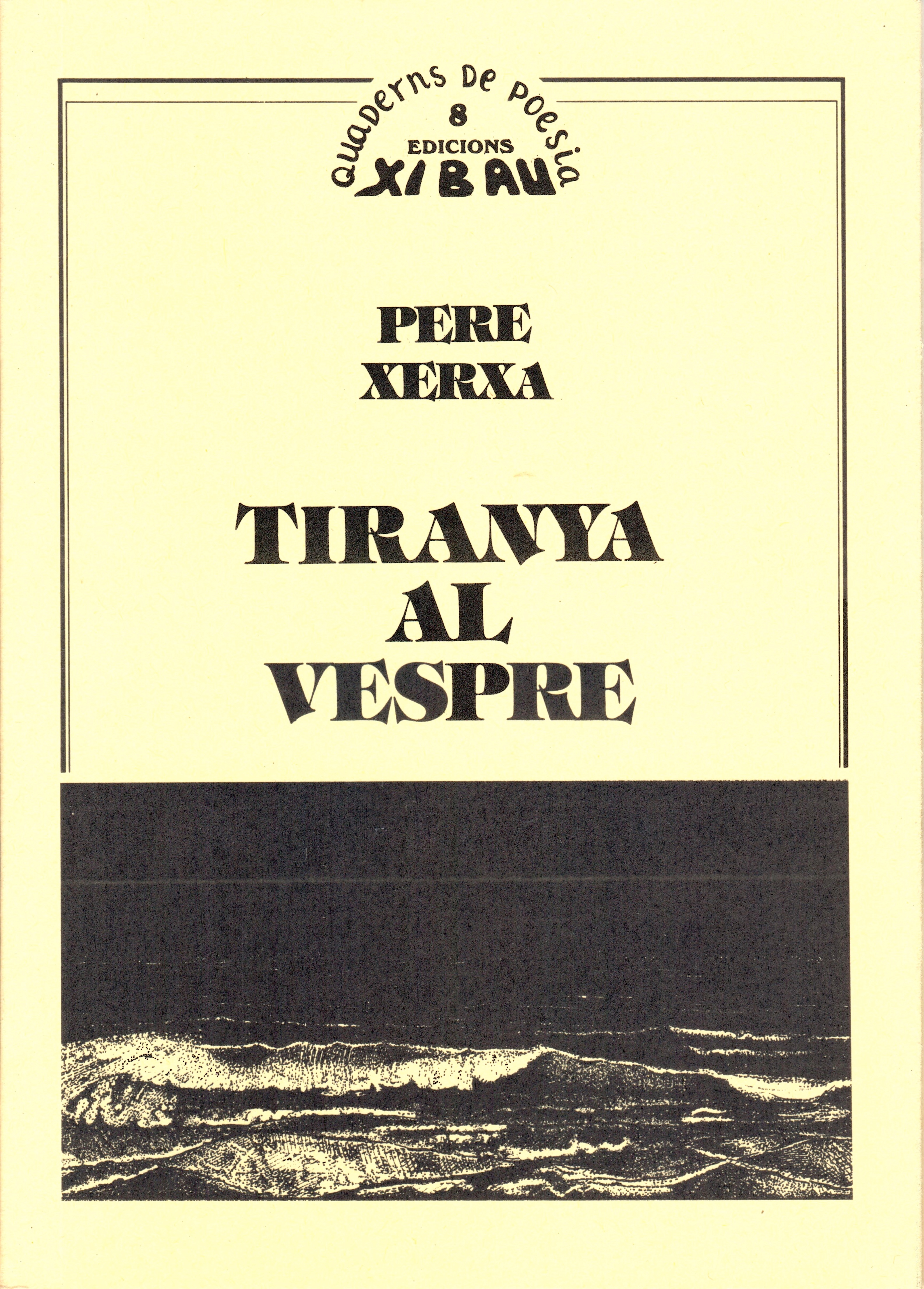
Tiranya al vespre, poemari de Pere Xerxa, publicat el 1984, dins dels Quaderns de poesia Xibau (núm. 8).

Els Quaderns de poesia Xibau és una col·lecció de llibres de poesia, tan individuals com col·lectius, iniciada el 1978 a Menorca. Fou impulsada pels poetes Joan Francesc López Casasnovas (Pere Xerxa, com a poeta) i Gustau Juan i Benejam en el context de la darrera restauració borbònica. Per haver-hi dedicat espai a gairebé tots els poetes menorquins de la generació dels 70 i, mitjançant la publicació dels recitals d'Illanvers (d'ençà l'estiu de 2016), la col·lecció ha esdevingut una indispensable antologia de la poesia menorquina d'ençà el darrer quart del s. XX fins a l'actualitat. A més a més, la col·lecció també manté una estreta relació amb la pintura i la il·lustració insular (amb especial presència de Pacífic Camps i Pere Pons). La col·lecció ha tingut dues èpoques ben diferents pel que fa als objectius, els continguts i el tipus d'edició i difusió: una primera etapa que compren 10 volums (un, però, fora de col·lecció) apareguts entre 1978 i 1988 i una segona etapa de 22 volums fins a la data. En un primer moment, la col·lecció tingué una marcada caràcter d'autoedició (malgrat ser editat per Joventuts Musicals de Ciutadella), però, a mesura que ho feren els seus promotors, la col·lecció es va anar institucionalitzant fins a ser part de les publicacions de l'Institut Menorquí d'Estudis el 1989. Quan als seus continguts, tot i ser generals, hi predominen, la defensa de la llengua i del patrimoni natural, la llibertat individual i col·lectiva, l'explicitació d'una sexualitat oberta, el pacifisme i, fins i tot, la transgressió i poesia de tipus social, especialment al començament, molt marcat per la militància política. En els números monogràfics s'hi afegeixen també textos en prosa. Tot i que hi ha volums amb escrits i il·lustracions de dones (Josefina Salord i Ripoll és, però, l'única escriptora i Anna Esbert l'única il·lustradora de tota la primera època), encara ara cap dona hi ha publicat un poemari individual. El nom de la col·lecció és prest del substantiu català xibau, documentat as Migjorn Gran pel diccionari Alcover-Moll, qui el defineix (s.v.) com a "[s]itja de carbó molt baixa, només de dues filades de paret i dues fumeres, amb l'ull al cim, i que té la forma d'una nau amb la carena cap amunt (Migjorn-Gran)".

### Primera època
En la primera època, la col·lecció va ser editada oficialment per Joventuts Musicals de Ciutadella (núms. 1-5, no explicitat en el núm. 4). Tanmateix, en el número 5 s'explicita el suport de la Caixa, en el número 6 es parla ja d'una edició del "Col·lectiu Xibau" i en el núm. 7 "Edicions Xibau" reb el suport del Consell Insular de Menorca, l'Ajuntament de Ciutadella i l'Ajuntament d'Alaior. En els núms. 8 i 9 no s'explicita res sobre l'organització de la publicació. Als 9 números d'aquesta primera època, s'hi ha d'afegir, fora de col·lecció el poemari de Damià Coll Poemes escrits amb ploma i tinta sobre paper de vàter (1981). Seguidament s'ofereixen els números publicats.

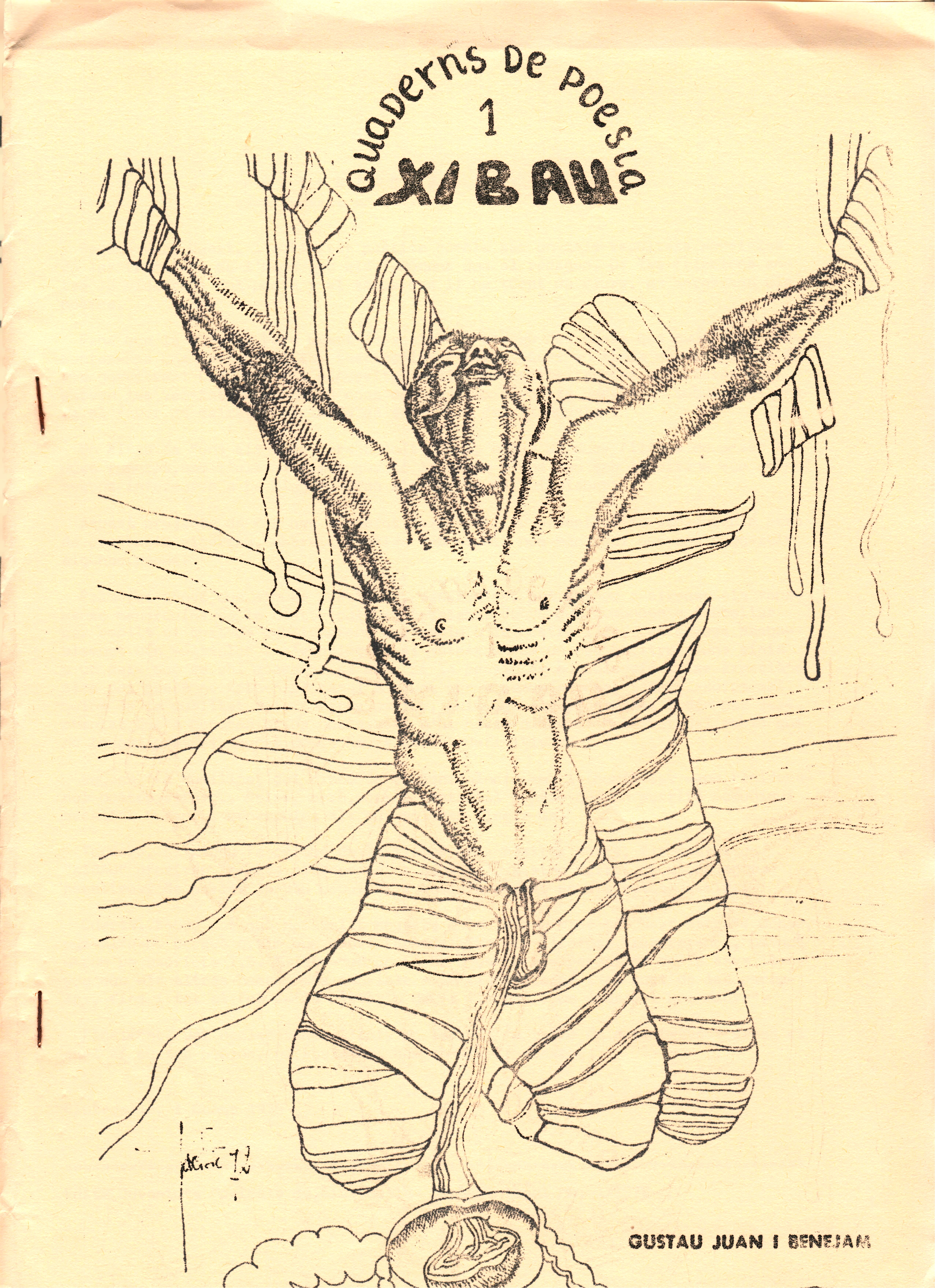
Gustau Juan i Benejam, 1978, primer publicació dels Quaderns de Poesia Xibau.

1. Gustau Juan i Benejam. 1978. [Sense títol]. Presentació de Joan Francesc López Casasnovas ("J.L."). Ciutadella: Joventuts Musicals de Ciutadella. DL: Mh. 1/1978. 13 + 1 pàgines. Il·lustració de coberta de Pacífic Camps.
2. Andreu Bosch i Mesquida.1978. El Crist estquizofrènic. Ciutadella: Joventuts Musicals de Ciutadella. DL: Mh. 152/1978. 19 pàgines. Il·lustracions de coberta de Pacífic Camps.
3. Ponç Pons G. 1978. Dins un perol d'aigua infecta. Presentació d'Isidor Marí. Ciutadella: Joventuts Musicals de Ciutadella. DL: Mh. 293/1978. 41 pàgines. Il·lustració de coberta de Pere Pons.
4. Damià Borràs, Víctor Neftalí Coll, Pau Faner, Xec Florit, Pere Gomila, Gustau Juan, Ponç Pons, Jordi Vivet i Pere Xerxa. 1979. Poetes de Menorca per la Defensa del Territori. Ciutadella, DL: MH125/1979. Il·lustració de coberta de Pacífic Camps. Il·lustració interior de Jaume Fedelich. 18 pàgines.
5. Damià Borràs. 1979. Poemes amb adreça. Pròleg de Joan Francesc López Casasnovas. Ciutadella: Joventuts Musicals de Ciutadella. DL: MH426/1979. Il·lustració de coberta de Bily. 22 pàgines.
6. Josefina Salord Ripoll, Roth Delany, Xec Florit, Víctor Martí, Antoni Taltavull, Pau Faner, Damià Borràs, Rafael Font, Gustau Juan i Benejam, Antoni Moll Camps, Biel Mercadal, Pere Xerxa, Jaume Murillo, Ponç Pons, Josep Portella, Pere Gomila, Andreu Bosch, Damià Coll Triay, Ramon Sanchez Ramon i Arcadio Gomila. 1982. Per la pau i la vida. Ciutadella: Col·lectiu Xibau. DL: MH86/82. Il·lustracions de Pere Pons, Pacífic Camps i Anna Esbert. 127 pàgines.
7. Pere Gomila. 1983. Cristalls. Pròleg de Joan Francesc López Casasnovas. Ciutadella. 22 pàgines + 3 fulles.
8. Pere Xerxa. 1984. Pròleg de Gustau Juan i Benejam. Ciutadella. DL: MH23/84. Il·lustracions de Pacífic Camps. 39 pàgines.
9. Pere Xerxa, Damià Borràs, Antoni Català, Biel Mercadal, Gustau Juan, Pere Gomila, Xec Florit, Jaume Murillo, Víctor Martí, Ignasi Mascaró, Pau Faner, Damià Borràs, Antoni Taltavull, Damià Coll i Antoni Moll Camps. Recull de literatura eròtica. Ciutadella. DL MH86/1988. Il·lustracions de Soriano, Luis Miguel, Biel Mercadal, Caprani, Xec Florit, Anna Esbert, Escandell i Calvet. 104 + 2 pàgines.

### Segona època
La segona època, explicitada pels mateixos editors fins al núm. 7, s'inicia un any després de la darrera publicació de la primera amb la publicació el 1989 d'una primera antologia de poesia menorquina coetània. Aquesta etapa es caracteritza per ser-ne impulsor de la col·lecció l'Institut Menorquí d'Estudis, fet que li atorgà un format més acurat. Fins ara se n'han publicat 24 quaderns, amb una nova enumeració.
1. Damià Borràs, Andreu Bosch i Mesquida, Antoni Català Campins, Damià Coll, Antoni Deig i Clotet, Llorenç Ferrer Monjo, Francesc Florit, Pere Gomila i Bassa, Gustau Juan i Benejam, Iskra Ligüere Casals, Biel Mercadal i Al·lès, Antoni Moll Camps, Jaume Murillo i Orfila, Antoni Taltavull Bosch, Jordi Vivet i Ballart i Pere Xerxa. 1989. Mostra de poesia menorquina. Pròleg de Francesc Florit. Maó: Institut Menorquí d'Estudis. ISBN 84-86752-07-8.
2. Antoni Moll Camps. 1989. Finestra dels dies. Premi Frederic Erdozain 1989. Maó: Institut Menorquí d'Estudis. ISBN 84-86752-12-4.
3. Gustau Juan Benejam. 1990. Espai intern. Pròleg de Josefina Salord Ripoll. Premi Ateneu de Creació Literària 1983. Maó: Institut Menorquí d'Estudis. ISBN 84-86752-15-9.
4. Francesc Florit Nin. 1990. L'aigua a les mans. Premi Gomersind Gomila durant la celebració a Menorca de les XVIII Festes Pompeu Fabra l'any 1986. Maó: Institut Menorquí d'Estudis. ISBN 84-86752-17-5.
5. Pere Gomila. 1992. Els colors de l'edat. Pròleg de Francesc Florit. Maó: Institut Menorquí d'Estudis. ISBN 84-86752-31-0.
6. Josep Joan Casasnovas / Llorenç Ferrer. 1992. Tannkas de caragols / Crepuscles d'atzur. Premi de poesia San Joan 1991, ex-aequo, Ajuntament de Ciutadella de Menorca. Introducció de Joan F. López Casasnovas. Maó: Institut Menorquí d'Estudis. ISBN 84-86752-37-X.
7. Jordi Vivet i Ballart. 1994. Arena als ulls. Pròleg de Pere Gomila. Maó: Institut Menorquí d'Estudis. ISBN 84-86752-44-2.
8. Antoni Taltavull. 1995. Els vents hi senten. Pròleg de Joan F. López Casasnovas. Maó: Institut Menorquí d'Estudis. ISBN 84-86752-47-7.
9. Antoni Català Campins. 1997. Festa. Premi de Poesia a la XVI Biennal Literària i Artística de les Festes de Sant Joan 1998, convocat per l'Ajuntament de Ciutadella. Presentació de Josefina Salord Ripoll. Maó: Institut Menorquí d'Estudis. ISBN 84-86752-65-5.
10. Àngel Mifsud Ciscar i Joan F. López Casasnovas (ed.). 2002. 2002, una antologia de joves poetes menorquins. Maó: Institut Menorquí d'Estudis. ISBN 84-95718-06-5.
11. Miquel López Crespí. 2002. Cercle clos. Premi Joan Ramis i Ramis 2001. Ateneu de Maó. Maó: Institut Menorquí d'Estudis. ISBN 84-95718-13-8.
12. Gumersind Gomila. Antologia poètica. Selecció de Pere Gomila i Ismael Pelegrí. Pròleg d'Ismael Pelegrí. Maó: Institut Menorquí d'Estudis. ISBN 84-95718-14-6.
13. Jordi Florit Robusté. 2004. Tres poemaris (Empelts). Maó: Institut Menorquí d'Estudis. ISBN 84-95718-24-3.
14. Jordi Boladeras Sancho. 2006. Llibre d'arribades. Pròleg de Margarita Ballester. Premi Joan Ramis i Ramis de creació literària 2005, que concedeix l'Ateneu de Maó. Maó: Institut Menorquí d'Estudis. ISBN 84-95718-44-8.
15. Antoni Moll Camps. 2009. Llibre I de les Odes d'Horaci. Pròleg d'Ignasi Mascaró Pons. Maó: Institut Menorquí d'Estudis. ISBN 978-84-95718-68-6.
16. Carles Mercadal Victory, Blanca Argilés, Damià Rotger Miró, Nora Albert, Joan Pons, Sònia Moll Gamboa i Pere Joan Martorell. 2016. Illanvers 2016. Pròleg de Miquel Àngel Maria. Maó: Institut Menorquí d'Estudis. ISBN 978-84-15291-18-3.
17. Adelina Gómez, Guillem Benejam, Llucia Palliser, Joel Bagur, Aina Ferrer, Jaume C. Pons Alorda i Anna Gual. 2017. Illanvers XII. Maó: Institut Menorquí d'Estudis. ISBN 978-84-15291-32-9.
18. Josep Masanés, Iosune Arriaran Mas, Jordi Roig, Xisca Xala, Joan F. López Casasnovas, M. Antònia Massanet i Àngel Terron. 2018. Illanvers XIII. Maó: Institut Menorquí d'Estudis i Hauser & Wirth. ISBN 978-84-15291-45-9.
19. Joan Triay Vidal, Eva Tur Antonio, Anaïs Faner Anglada, Emili Sánchez-Rubio, Maria Teresa Ferrer Escandell, Miquel Àngel Llauger i Margarita Ballester. 2019. Illanvers XIV. Maó: Institut Menorquí d'Estudis i Consell Insular de Menorca. ISBN 978-84-15291-55-8.
20. Rosa Preto, Carlos Minuchin Vilafranca, Maria Dabén Florit, Joan Manuel Pérez i Pinya, Àngels Cardona, Ponç Pons i Enric Casasses. Illanvers XV. Maó: Institut Menorquí d'Estudis i Consell Insular de Menorca. ISBN 978-84-15291-67-1.
21. Emili de Balanzó (ed.). 2020. Oda al gin. Pròleg de D. Sam Abrams. Maó: Institut Menorquí d'Estudis. ISBN 978-84-15291-70-1.
22. Gustau Juan Benejam, Mariona Fernández, Bep Joan Casasnovas, Iolanda Bonet, Damià Rotger, Maria Victòria Secall i Carles Rebassa. 2021. Illanvers XVI. Maó: Institut Menorquí d'Estudis. ISBN 978-84-15291-79-4.
23. Maria Rotger Julià, David Vidal, Jèssica Ferrer Escandell, Ismael Pelegrí Pons, Gabriel de la S. T. Sampol i Sònia Moll Gamboa. 2022. Illanvers XVII. Il·lustracions de Carles Moll. Maó: Institut Menorquí d'Estudis. ISBN 978-84-15291-85-5.
24. Joan Rotger Julià, Bartomeu Obrador-Cursach, Maria Galetta, Carles Fabregat, Teresa Pascual i Sebastià Alzamora. 2023. Il·lustracions de Paca Florit. Illanvers XVIII. Maó: Institut Menorquí d'Estudis. ISBN 978-84-15291-93-0.